# 李若初
李若初（8世纪—799年），出自趙郡李氏西祖，唐朝官员，北齊廣平郡守李弘节曾孙。
李若初年少孤贫，初任微细散职。担任太康县令时，建议陈州刺史李芃聚积财物、交结权贵。李芃于是厚待他，让他为自己主管军中政事。官至检校郎中、兼御史中丞、怀州刺史。历任衢州、福州刺史，兼御史中丞。最后位至润州刺史、浙江西道都团练观察诸道盐铁转运使。精于吏道，性严力强，束敛下吏，人皆畏服。